# 米每二次方秒
米每二次方秒、公尺秒平方，是国际单位制中加速度的单位。这个单位是由基本单位中的长度单位米和时间单位秒得到的导出单位。记作m/s2、m·s−2或m s−2。
加速度是用来描述速度随时间的变化率的物理量；因而米每二次方秒实际上指“米每秒每秒”。

## 例子
如果一个物体从静止开始，持续地以1米每二次方秒（1m/s2）加速，那么5秒后它的速度为5m/s(加了五次每秒一公尺的速度，從1=>2，2=>3....以此類推)，10秒后速度为10m/s。

## 相关单位
牛顿第二定律称，力等于质量乘以加速度。国际单位制中力的单位是牛顿，质量的单位是千克。因而一牛顿等于一千克乘以一米每二次方秒。所以米每二次方秒等同于牛顿每千克（N·kg−1或N/kg）。
例如地球表面附近的重力加速度为9.81m/s2，也可以写成9.81N/kg。
加速度也可以由与重力加速度的比例来定义，如G力和地震动峰值加速度（英語：Peak ground acceleration，简称）。